# Les Nouveaux Mystères de Paris
Les Nouveaux Mystères de Paris est un cycle de quinze romans policiers, écrits par Léo Malet (1909-1996) et publiés entre 1954 et 1959, dont le principal personnage est le détective Nestor Burma déjà apparu dans plusieurs romans à partir de 120, rue de la Gare en 1943. Chaque énigme a pour décor un des arrondissements de Paris. Seuls cinq des vingt arrondissements de la capitale française n'ont pas servi de cadre à un roman : les 7e, 11e, 18e, 19e et 20e.

## Source d'inspiration de la série

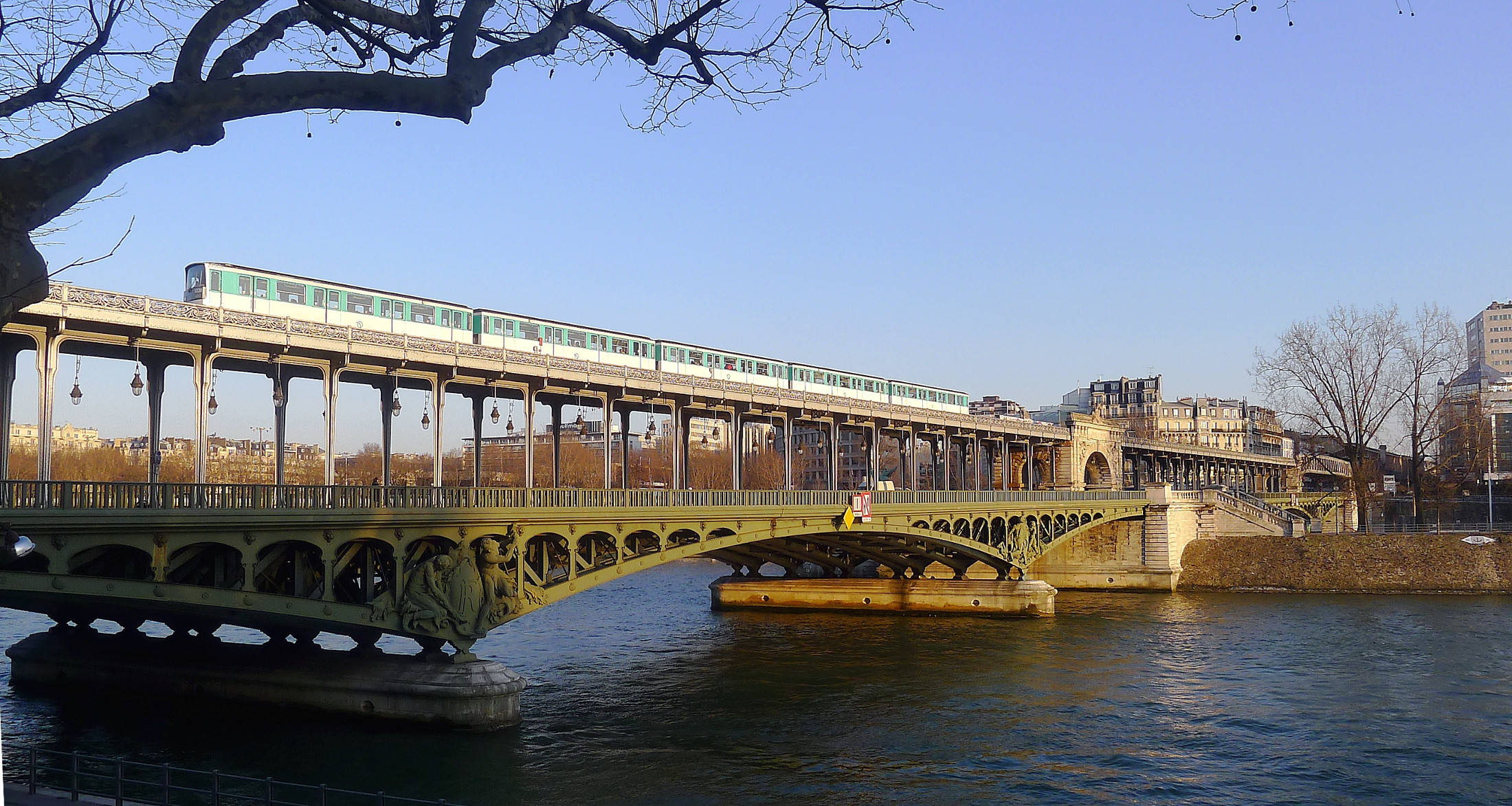
Pont de Bir-Hakeim, où Léo Malet eut l'idée de la série Les Nouveaux Mystères de Paris.

L'idée de créer cette série est venue à Léo Malet lors d'une promenade qu'il effectuait avec son fils dans Paris : « L'idée m'est venue au pont de Bir-Hakeim. Devant ce paysage de Paris, je me suis dit que c'était quand même extraordinaire que personne n'ait jamais pensé à faire un vrai film sur Paris à part Louis Feuillade. J'ai eu l'idée confuse de romans policiers très différents de Fantômas qui se passeraient chacun dans un quartier ou arrondissement et il y en aurait plusieurs. » Le titre de la série revient à Maurice Renault : « c'est lui qui a eu l'idée du titre », en référence au feuilleton d'Eugène Sue, Les Mystères de Paris.

## Liste des romans
Tous les romans de la série se déroulent à une époque précise dans Paris :
- Juillet 1954 : Le soleil naît derrière le Louvre (situé dans le 1er arrondissement).
- 10 janvier 1955 : Des kilomètres de linceuls (situé dans le 2e arrondissement).
- 25 février 1955 : Fièvre au Marais (titre initial : L’Ours et la Culotte) (situé dans le 3e arrondissement).
- Mai 1955 : La Nuit de Saint-Germain-des-Prés (titre initial : Le sapin pousse dans les caves) (situé dans le 6e arrondissement).
- 23 août 1955 : Les Rats de Montsouris (situé dans le 14e arrondissement).
- 3 janvier 1956 : M’as-tu vu en cadavre ? (situé dans le 10e arrondissement).
- 23 février 1956 : Corrida aux Champs-Élysées (situé dans le 8e arrondissement).
- 25 juin 1956 : Pas de bavards à la Muette (situé dans le 16e arrondissement).
- Octobre 1956 : Brouillard au pont de Tolbiac (situé dans le 13e arrondissement).
- 18 février 1957 : Les Eaux troubles de Javel (situé dans le 15e arrondissement).
- 21 mai 1957 : Boulevard… ossements[5] (situé dans le 9e arrondissement).
- 10 septembre 1957 : Casse-pipe à la Nation (situé dans le 12e arrondissement).
- 20 décembre 1957 : Micmac moche au Boul' Mich' (situé dans le 5e arrondissement).
- 18 avril 1958 : Du rébecca rue des Rosiers (situé dans le 4e arrondissement).
- 18 février 1959 : L'Envahissant Cadavre de la plaine Monceau (situé dans le 17e arrondissement).

## Nouvelle en annexe de la série
Bien qu'elle ne soit pas admise dans la série proprement dite, la nouvelle Les Neiges de Montmartre peut s'y rattacher en annexe. Il s'agit en effet du premier chapitre du roman inachevé que Léo Malet projetait d'écrire sur le 18e arrondissement de Paris. En 1974, l'auteur remanie partiellement le texte afin d'en tirer une nouvelle qui prend son titre définitif en 1986 (voir la note ci-dessous).
- Les Neiges de Montmartre (1974)[6] (Titre initial : L'Année folle de Nestor Burma ; autre titre : Les Anars de la butte).

## Suite romanesque
La trilogie parisienne de Patrick Pécherot, intitulée La Saga des brouillards, publiée à partir de 2001 dans la collection Série Noire (Gallimard) et composée des romans Les Brouillards de la Butte, Belleville-Barcelone et Boulevard des Branques, a pour personnage principal « Nestor dit Pipette » (parce qu'il fume une pipe à tête de taureau). Dans le premier ouvrage, l'auteur reprend l'action exactement là où Léo Malet l'avait laissée dans son roman inachevé (devenue une nouvelle) Les Neiges de Montmartre (il y croisera notamment André Breton) ; dans le troisième, il sera finalement fait prisonnier par les Allemands et partira pour un stalag. Patrick Pécherot y restitue la langue et le style de Léo Malet.
- Patrick Pécherot, Les Brouillards de la Butte, Paris, Éditions Gallimard, coll. « Série noire no 2606 », 2001, 221 p. (ISBN 2-07-049970-7)
- Patrick Pécherot, Belleville-Barcelone, Paris, Éditions Gallimard, coll. « Série noire no 2695 », 2003, 242 p. (ISBN 2-07-049970-7)
- Patrick Pécherot, Boulevard des Branques, Paris, Éditions Gallimard, coll. « Série noire », 2005, 295 p. (ISBN 2-07-077637-9)
- Patrick Pécherot, La Saga des brouillards : trilogie parisienne, Paris, Éditions Gallimard, coll. « Folio policier », 2014, 668 p. (ISBN 978-2-07-046143-1)

## Livres audio
Les douze premiers romans ont fait l'objet, de 2004 à 2006, aux éditions VDB, d'adaptations en livres audio, lus par José Heuzé, et ont été ultérieurement réédités sous forme de coffrets groupant chacun trois romans.

## Autres adaptations
Les romans Brouillard au Pont de Tolbiac, Casse-Pipe à la Nation,  M'as-tu vu en cadavre ?, La Nuit de Saint-Germain-des-Prés, Le soleil naît derrière le Louvre, L'Envahissant Cadavre de la plaine Monceau, Boulevard… ossements, Micmac moche au Boul'Mich, Corrida aux Champs-Élysées et Les Rats de Montsouris ont été adaptés en autant d'albums de bande dessinée par Jacques Tardi, Emmanuel Moynot et Barral (série Nestor Burma chez Casterman). Le personnage de Burma a aussi inspiré un film avec Michel Serrault, Nestor Burma, détective de choc (1981), et une série télévisée avec Guy Marchand, Nestor Burma (de 1991 à 2003).